# بخش روتلند (شهرستان میگس، اوهایو)
بخش روتلند (به انگلیسی: Rutland Township) یک منطقهٔ مسکونی در ایالات متحده آمریکا است که در شهرستان میگس، اوهایو واقع شده‌است.
 بخش روتلند ۱۱۳٫۹ کیلومتر مربع مساحت و ۲٬۳۴۷ نفر جمعیت دارد و ۲۶۶ متر بالاتر از سطح دریا واقع شده‌است.